# WAO World
WAO World  (ワオワールド Wao Wārudo?), es la división de entretenimiento de WAO Corporation fundada en el año 2000.

## Historia
En el año 2000, se fundó la empresa WAO World Co., Ltd.  (株式会社ワオワールド Kabushiki-gaisha Wao Wārudo?) como una filial de la empresa educativa WAO Corporation Co., Ltd.  (株式会社ワオ・コーポレーション Kabushiki-gaisha Wao Kōporēshon?). En abril de 2011, fue absorbida mediante fusión por WAO Corporation, pasando a convertirse en su Departamento de Entretenimiento.
En 2020, con el objetivo de fortalecer la colaboración con negocios relacionados, el estudio trasladó sus oficinas desde el edificio WAO Asagaya, 2-14-4 Asagaya-Minami, Suginami-ku, Tokio, al edificio 335 Nakano-Shimbashi, piso 5 , 3-35-13 Yayoicho, Nakano-ku, Tokio. Luego, en 2024, el estudio volvió a trasladarse a una nueva ubicación en el edificio Ogikubo SY, tercer piso, ala este, 2-4-4 Amanuma, Suginami-ku, Tokio.
Principalmente, la empresa produce películas cinematográficas planificadas internamente, como Nitaboh: Tsugaru Shamisen Shiso Gaibun. Además, realiza trabajos por encargo para obras producidas por otras compañías, y también se dedica a la producción de contenidos audiovisuales y a la actividad de envío de personal (servicios de contratación o subcontratación de profesionales).

## Producciones

### Series de televisión
| Año  | Título                                                   | Director                        | Fecha de primera transmisión | Fecha de última transmisión  | Eps. | Notas                                                                            | Refs.                |
| ---- | -------------------------------------------------------- | ------------------------------- | ---------------------------- | ---------------------------- | ---- | -------------------------------------------------------------------------------- | -------------------- |
| 2002 | Gold Muscle                                              | Hiroshi Kugimiya                | 12 de octubre de 2002        | 12 de octubre de 2002 a 2003 | 10   | Historia original.                                                               | [ 7 ]                |
| 2011 | Shōwa Monogatari                                         | Hiroshi Kugimiya Mitsuhiro Tōgō | 4 de abril de 2011           | 26 de junio de 2011          | 13   | Historia original.                                                               | [ 8 ]                |
| 2016 | Time Travel Shōjo: Mari Waka to 8-nin no Kagakusha-tachi | Osamu Yamasaki                  | 9 de julio de 2016           | 24 de septiembre de 2016     | 12   | Historia original.                                                               | [ 9 ] [ 10 ]         |
| 2017 | Animegataris                                             | Kenshirō Morii                  | 8 de octubre de 2017         | 24 de diciembre de 2017      | 12   | Historia original.                                                               | [ 11 ] [ 12 ]        |
| 2019 | Kōya no Kotobuki Hikōtai                                 | Tsutomu Mizushima               | 13 de enero de 2019          | 31 de marzo de 2019          | 12   | Historia original. Coproducción junto a GEMBA.                                   | [ 13 ] [ 14 ] [ 15 ] |
| 2025 | Yasei no Last Boss ga Arawareta!                         | Yūya Horiuchi                   | Octubre de 2025              | —                            | —    | Adaptación de las novelas ligeras escritas por Firehead e ilustradas por YahaKo. | [ 16 ]               |

### Películas
| Año  | Título                                                                              | Director          | Fecha de lanzamiento     | Duración | Notas                                                                           | Refs.  |
| ---- | ----------------------------------------------------------------------------------- | ----------------- | ------------------------ | -------- | ------------------------------------------------------------------------------- | ------ |
| 2004 | Nitaboh: Tsugaru Shamisen Shiso Gaibun                                              | Akio Nishizawa    | 21 de febrero de 2004    | 99m      | Basada libremente en la novela biográfica de Kazuo Daijō.                       | [ 17 ] |
| 2007 | Furusato Japan                                                                      | Akio Nishizawa    | 7 de abril de 2007       | 96m      | Historia original.                                                              | [ 18 ] |
| 2009 | 8-gatsu no Symphony: Shibuya 2002-2003                                              | Akio Nishizawa    | 22 de agosto de 2009     | 112m     | Basada en la autobiografía Saigo no Kotoba de Ai Kawashima.                     | [ 19 ] |
| 2011 | Shōwa Monogatari Movie                                                              | Masahiro Murakami | 29 de enero de 2011      | 96m      | Historia original.                                                              | [ 8 ]  |
| 2017 | Zunda Horizon                                                                       | Hiroshi Takeuchi  | 11 de marzo de 2017      | 23m      | Historia original. Coproducción junto a Studio Live.                            | [ 20 ] |
| 2020 | Kōya no Kotobuki Hikōtai Kanzenban                                                  | Tsutomu Mizushima | 11 de septiembre de 2020 | 119m     | Película recopilatoria de Kōya no Kotobuki Hikōtai. Coproducción junto a GEMBA. | [ 21 ] |
| 2022 | Tongari Atama no Gonta: Futatsu no Namae wo Ikita Fukushima Hisai Inu no Monogatari | Akio Nishizawa    | 3 de junio de 2022       | 113m     | Historia original.                                                              | [ 22 ] |

### ONAs
| Año  | Título                                                     | Director                      | Fecha de primera transmisión | Fecha de última transmisión | Eps. | Notas | Refs.  |
| ---- | ---------------------------------------------------------- | ----------------------------- | ---------------------------- | --------------------------- | ---- | --- | ------ |
| 2010 | Joshikōsei Nobunaga-chan!!                                 | Hiroshi Kubo                  | 12 de agosto de 2010         | 10 de febrero de 2012       | 10   | Adaptación del manga escrito e ilustrado por Akihiro Kimura. Coproducción junto a Studio Ranmaru y MooGoo. | [ 4 ]  |
| 2012 | Gokicha!!                                                  | Hiroshi Kubo Masahito Arinaga | 14 de septiembre de 2012     | 14 de septiembre de 2012    | 2    | Adaptación del manga escrito e ilustrado por Akihiro Kimura. Coproducción junto a MooGoo.                  | [ 23 ] |
| 2017 | Animegataris: Yuku Toshi, Kuru Toshi                       | Kenshirō Morii                | 31 de diciembre de 2017      | 31 de diciembre de 2017     | 1    | Episodio corto especial de Animegataris transmitido en Niconico-dōga.                                      | [ 24 ] |
| 2019 | Kōya no Kotobuki Hikōtai Gaiden: Ōzora no Harukaze Hikōtai | Makoto Satō                   | 10 de abril de 2019          | 29 de febrero de 2020       | 12   | Spinoff de Kōya no Kotobuki Hikōtai. Coproducción junto a GEMBA.                                           | [ 25 ] |

### OVAs
| Año  | Título                              | Director                                                    | Fecha de primera transmisión | Fecha de última transmisión | Eps. | Notas | Refs.  |
| ---- | ----------------------------------- | ----------------------------------------------------------- | ---------------------------- | --------------------------- | ---- | --- | ------ |
| 2005 | Spectral Force Chronicle Divergence | Yoshiteru Satō                                              | 22 de junio de 2005          | 22 de junio de 2005         | 1    | Adaptación del videojuego desarrollado por Idea Factory.                                                                                                  | [ 26 ] |
| 2005 | Gakkō no Kaidan OVA                 | Hiroshi Kugimiya Yukimatsu Itō Yukio Okazaki Yūsaku Saotome | 6 de julio de 2005           | 15 de agosto de 2009        | 10   | Episodios incluidos en los números de agosto y septiembre de Comic Bun Bun entre 2005 y 2009. Coproducción junto a Studio Ranmaru y Trinet Entertainment. | [ 27 ] |
| 2005 | Hametsu no Mars                     | Yoshiteru Satō                                              | 6 de julio de 2005           | 6 de julio de 2005          | 1    | Adaptación del videojuego desarrollado por Idea Factory.                                                                                                  | [ 28 ] |

### Especiales
| Año  | Título                    | Director         | Fecha de primera transmisión | Fecha de última transmisión | Eps. | Notas | Refs.  |
| ---- | ------------------------- | ---------------- | ---------------------------- | --------------------------- | ---- | --- | ------ |
| 2011 | Otona Joshi no Anime Time | Hiroshi Kawamata | 7 de enero de 2011           | 24 de marzo de 2013         | 4    | Basada en cuatro obras literarias ganadoras de un premio y escritas por mujeres. Coproducción junto a Bones, Production Reed y The Answer Studio. | [ 29 ] |